# Parasuco

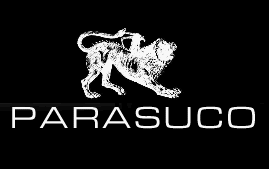
Logo de Parasuco

Parasuco est une compagnie canadienne de vêtements en denim pour les jeunes et les consommateurs orientés vers la mode. Basée à Montréal, la compagnie est célèbre pour ses publicités provocatrices et sexy qui apparaissent sur des panneaux-réclame, aubettes et en magasins.

## Histoire
Le fondateur éponyme de la compagnie est Salvatore Parasuco, qui en 1975 la démarre sous le nom de Santana Jeans. Fils d'immigrants italiens de Capizzi - Sicile (et un immigré lui-même), il a ouvert son premier magasin à l'âge de 19 ans. La compagnie a changé son nom pour Parasuco en 1988 afin d'accéder au marché des États-Unis (la marque Santana était déjà enregistrée aux États-Unis). Le logo de la compagnie Parasuco est très inspiré de la célèbre Chimère d'Arezzo, œuvre d'art romaine découverte en Toscane.
En 2015, la société québécoise Parasuco décide de fermer ses 7 boutiques toujours actives à l'époque. Plus de 80 employés des succursales ont alors perdu leur emploi. Par contre, la division en ligne qui engage plus de 70 employés sera conservée après près de 40 ans d'expérience.

## Mannequins-vedettes
Plusieurs mannequins de Parasuco sont des vedettes, parmi eux:
- Thalía, actrice et chanteuse mexicaine
- Keshia Chante
- Céline Dion
- Ashanti
- Jennifer Lopez
- Hilary Duff
- Halle Berry
- Debra Messing
- Brittany Murphy
- Bai Ling
- Sean Paul
- Adrian Romanko

## Autres lignes
Bien que célèbre pour leur usage de denim, Parasuco vend également d'autres lignes d'habillement : 
- Chemises
- T-shirt
- Pantalons
- Robes
- Chandails

## Magasins
Parasuco est vendu autour du monde et chez un nombre choisi de détaillants, mais la compagnie détient également quelques magasins, à savoir :

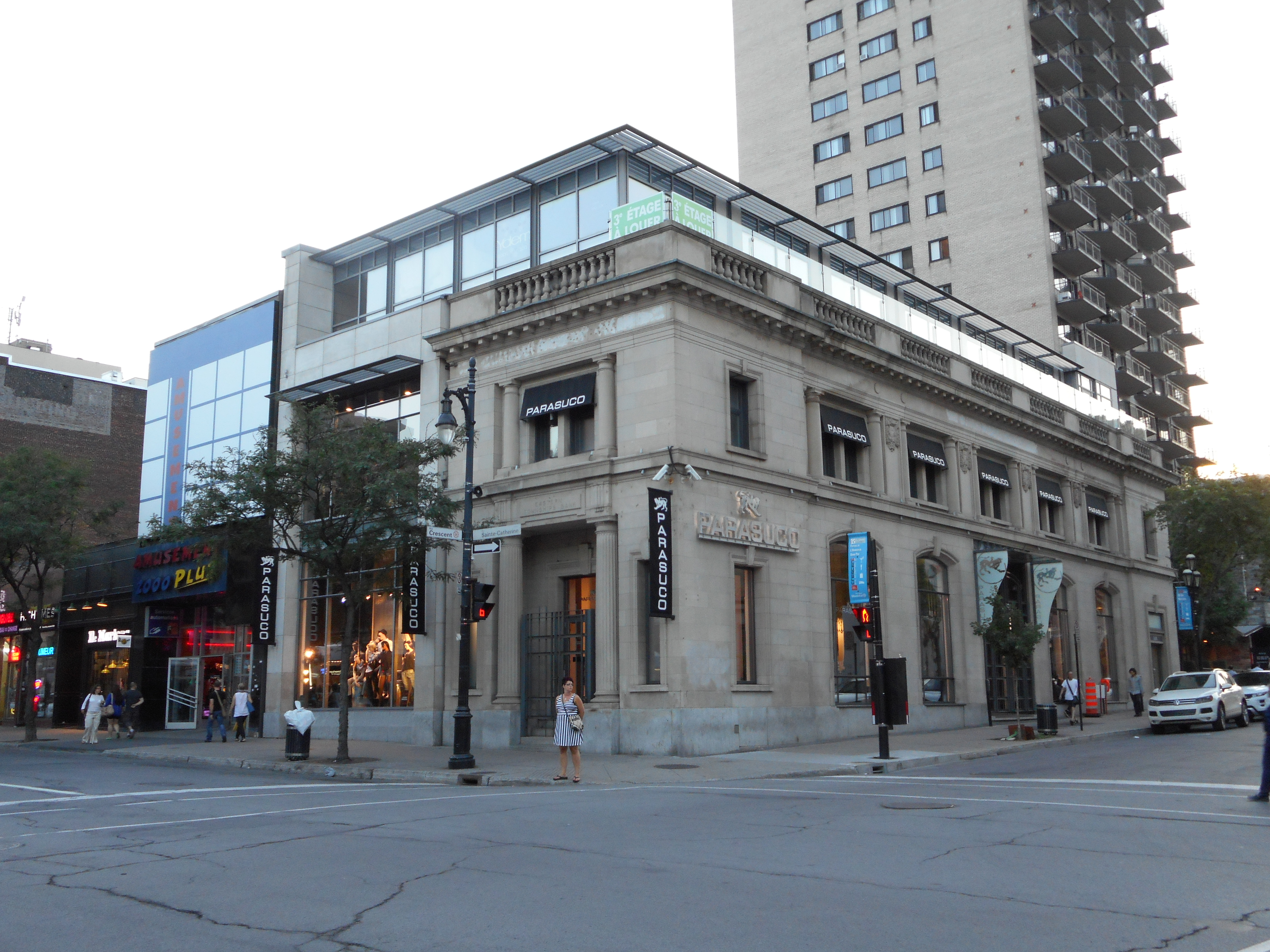
1414, rue Crescent, Montréal

- Montréal - boutique-phare, 1414, rue Crescent, angle rues Crescent et Sainte-Catherine Ouest (l'édifice a servi comme succursale de la Eastern Townships Bank et plus tard de la CIBC)
- Mississauga - Square One Shopping Centre
- Montréal - Fairview Pointe-Claire
- Laval - Carrefour Laval
- Sainte-Foy - Place Ste-Foy
- Niagara Falls (Ontario) - Canada One Outlet Mall
- Toronto - Yorkdale Shopping Centre
- New York City - 60 Spring St.

## Voir également
- Levis
- Roots Canada
- Lucky Brand
- Mudd Jeans
- Silver Jeans or Silver